# El visitador
El Visitador (1868) es una novela del escritor guatemalteco José Milla y Vidaurre. Pertenece a la trilogía de novelas históricas escritas por el autor entre 1866 y 1868, y marca la cúspide de sus obras. 
En la obra se encuentran bien definidos dos grupos fundamentales de personajes, ambos centrados en don Juan de Ibarra -el Visitador. El primer grupo se encuentra integrado por Ibarra, Araque, los hermanos Molinos y la supuesta hermana de éstos (Genoveva), Margarita y el Conde. Ambos grupos se enfrentan entre sí a partir de la llegada del Visitador, don Juan de Ibarra.

## Sinopsis

### Introducción
La historia se inicia en 1587, cuando corren los rumores sobre el pirata inglés Drake, quien saqueaba barcos españoles en el Mar Caribe. Por esta razón, las autoridades españolas dieron orden para que se capturara al inglés; la principal pista era una viuda española que vivía en una hacienda situada cerca del mar. Las autoridades españolas creían que esta mujer le daba alojamiento a Drake; cuando la viuda se enteró de que era perseguida, huyó de su hacienda y se refugió en una choza de pescadores.
Uno de los soldados de la cuadrilla encargada de la captura de la viuda era Andrés Molinos; el soldado Molinos, tras muchos días de búsqueda y ya cansado de no hallar a la sospechosa, escuchó el ladrido de un perro, que lo guio a una choza en donde encontró una mujer agonizante al lado de un niño. La mujer hizo un esfuerzo para decirle al soldado que cuidara al pequeño, y que le dejaba lo suficiente para poder darle una buena educación. Molinos enterró a la dama y se hizo cargo de su hijo, que se llamaba Francisco.
Al revisar el tesoro que dejó la mujer, encontró unos papeles pero como era analfabeto, tuvo que aprender a leer y a escribir con Fray Bonifacio. El fraile, al ver los papeles entendió que fueron escritos por Francis Drake por lo que concluyó que el huérfano era hijo del pirata.

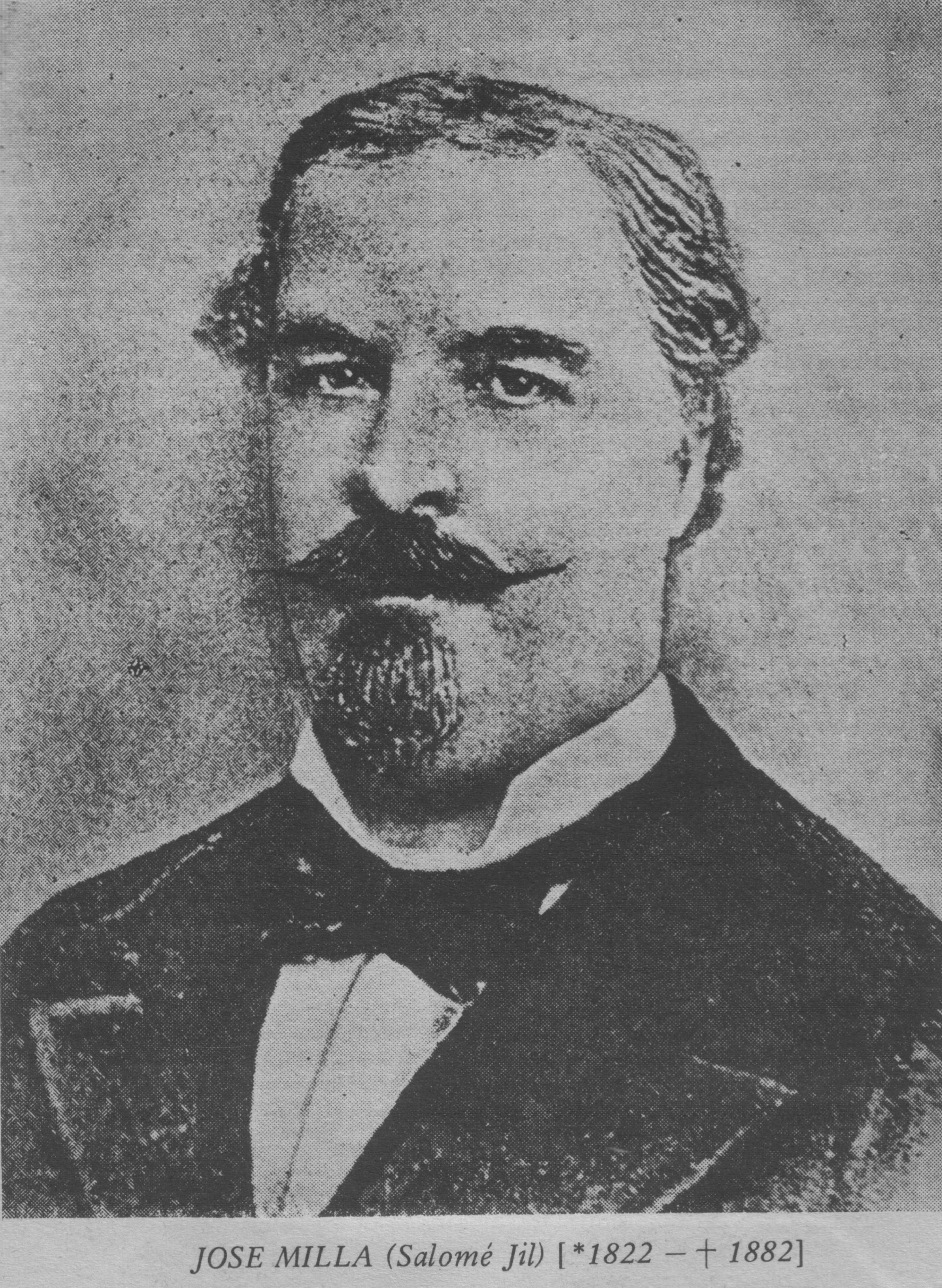
José Milla y VIdaurre. Autor de "El visitador"

## Personajes
- Don Juan de Ibarra -el visitador-: un personaje misterioso y poderoso, incursiona en la muy noble y muy leal ciudad de Santiago de los Caballeros de Guatemala y a su paso cambia la vida de quienes por una u otra razón le rodean. Ibarra es delegado por México para hacer un juicio de Visita al Presidente de la Real Audiencia y Capitán General del Reino don Antonio Peraza Castilla Ayala y Rojas quien además es conde de la Gomera; durante su estancia en la capital del reino, Ibarra va tejiendo diversas intrigas y artimañas con tal de conseguir hacerse con la presidencia de la Real Audiencia de Guatemala.
- Don Antonio Peraza Castilla Ayala y Rojas -conde de la Gomera-: Presidente de la Real Audiencia y Capitán General del reino de Guatemala. El visitador quiere quedarse con su puesto de gobierno.
- Los hermanos Molinos: el barbero y el herrero Andrés, el padre adoptivo de Francisco. El barbero le sugirió al Capitán General que le otorgara una encomienda a su hermano Andrés, pero al serle rechazada por ser una merced muy superior a lo que su condición social le permitía aspirar, concibe un odio contra el Conde de la Gomera. Por su parte, Andrés concibe la idea de casar a su sobrina -Genoveva Molinos- con el Visitador; Ibarra, frío y calculador piensa en utilizar a la muchacha para sus fines, mientras que Genoveva se enamora perdidamente de él.
- Francisco Molinos: hijo del célebre pirata inglés Francis Drake, e hijo adoptivo del herrero Andrés Molinos, pone sus esperanzas en el Visitador para averiguar por medio de este quien es él en realidad.
- El capitán Peraza: hijo del Capitán General, joven de vida desordenada. Es víctima ignorante de las intrigas del barbero Molinos y quien quiere para sí la mano de la novia de Luis Melián, en caso de que la respuesta a su solicitud de matrimonio sea rechazada por el padre de éste.[1]
- El Dr. Correa, el Dr. Araque y el escribano Patraña: realizan operaciones alquímicas.[1]
- Fray Bonifacio: provincial de la Merced que busca afanosamente ser nombrado obispo del reino.[1]